# David Heinemeier Hansson

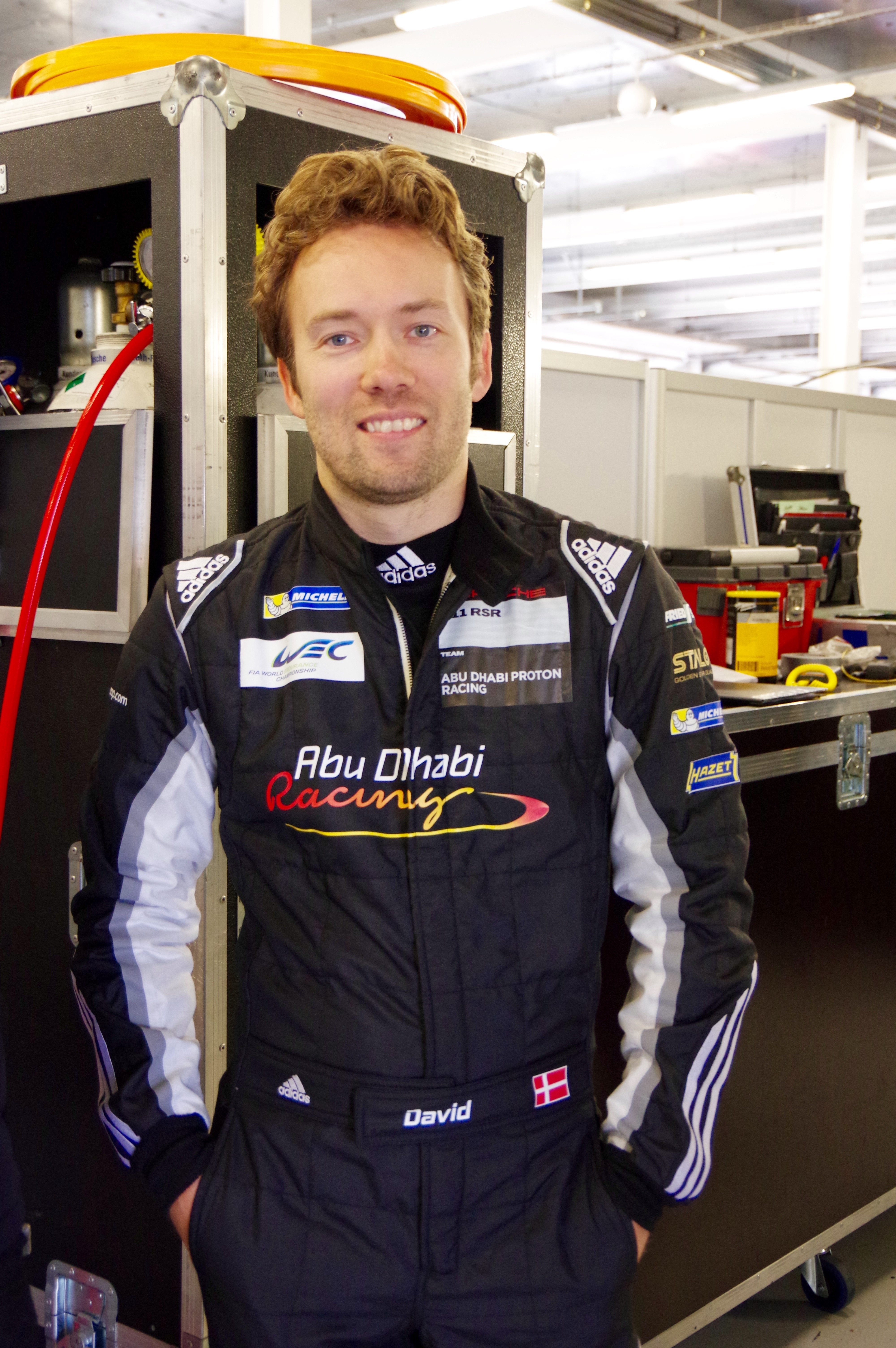
David Heinemeier Hansson 2016

David Heinemeier Hansson (* 15. Oktober 1979 in Kopenhagen, Dänemark) ist ein dänischer Programmierer und Autor des populären Frameworks Ruby on Rails und des Instiki wiki. Außerdem ist er Partner bei der Softwarefirma Basecamp.

## Software-Entwickler
1999 gründete und entwickelte Hansson die dänische Online Gaming News Seite Daily Rush, welche er bis 2001 betrieb.
Hansson ist Co-Autor des Buches Agile Web Development with Rails.

## Motorsport
Der Däne ist auch im Motorsport aktiv und bestreitet Sportwagenrennen. 2012 gab er sein Debüt beim 24-Stunden-Rennen von Le Mans.

### Le-Mans-Ergebnisse
| Jahr | Team                      | Fahrzeug                 | Teamkollege          | Teamkollege       | Platzierung             | Ausfallgrund    |
| ---- | ------------------------- | ------------------------ | -------------------- | ----------------- | ----------------------- | --------------- |
| 2012 | OAK Racing                | Morgan LMP2              | Bas Leinders         | Maxime Martin     | Rang 14                 |                 |
| 2013 | OAK Racing                | Morgan LMP2              | Alex Brundle         | Olivier Pla       | Rang 8                  |                 |
| 2014 | Aston Martin Racing       | Aston Martin Vantage GTE | Kristian Poulsen     | Nicki Thiim       | Rang 19 und Klassensieg |                 |
| 2015 | Extreme Speed Motorsports | Ligier JS P2             | Scott Sharp          | Ryan Dalziel      | Rang 28                 |                 |
| 2016 | Abu Dhabi-Proton Racing   | Porsche 911 RSR          | Khaled Al Qubaisi    | Patrick Long      | Rang 28                 |                 |
| 2017 | Vaillante Rebellion       | Oreca 07                 | Nelson Piquet junior | Mathias Beche     | Disqualifiziert         |                 |
| 2018 | Jackie Chan DC Racing     | Ligier JS P217           | Côme Ledogar         | Ricky Taylor      | Ausfall                 | Motorschaden    |
| 2019 | Jackie Chan DC Racing     | Oreca 07                 | Jordan King          | Ricky Taylor      | Ausfall                 | Getriebeschaden |
| 2022 | Inter Europol Competition | Oreca 07                 | Fabio Scherer        | Pietro Fittipaldi | Rang 18                 |                 |
| 2023 | Jota                      | Oreca 07                 | Oliver Rasmussen     | Pietro Fittipaldi | Rang 24                 |                 |
| 2024 | Nielsen Racing            | Oreca 07                 | Fabio Scherer        | Kyffin Simpson    | Rang 25                 |                 |
| 2025 | United Autosports         | Oreca 07                 | Renger van der Zande | Pietro Fittipaldi | Rang 24                 |                 |

### Sebring-Ergebnisse
| Jahr | Team                         | Fahrzeug      | Teamkollege     | Teamkollege          | Platzierung | Ausfallgrund |
| ---- | ---------------------------- | ------------- | --------------- | -------------------- | ----------- | ------------ |
| 2012 | Conquest Endurance           | Morgan LMP2   | Martin Plowman  | Jan Heylen           | Rang 41     |              |
| 2013 | Performance Tech Motorsports | Oreca FLM09   | Tristan Nunez   | Charlie Shears       | Rang 11     |              |
| 2014 | RSR Racing                   | Oreca FLM09   | Bruno Junqueira | Duncan Ende          | Rang 11     |              |
| 2015 | Tequila Patron ESM           | HPD ARX-03b   | Ryan Dalziel    | Scott Sharp          | Ausfall     | Defekt       |
| 2016 | Starworks Motorsport         | Oreca FLM09   | Alex Popow      | Renger van der Zande | Rang 16     |              |
| 2018 | 3GT Racing                   | Lexus RCF GT3 | Jack Hawksworth | Sean Rayhall         | Rang 21     |              |
| 2020 | Starworks Motorsport         | Oreca 07      | John Farano     | Mikkel Jensen        | Rang 10     |              |
| 2025 | Era Motorsport               | Oreca 07      | Tobias Lütke    | Kakunoshin Ohta      | Ausfall     | Unfall       |

### Einzelergebnisse in der FIA-Langstrecken-Weltmeisterschaft
| Saison  | Team                          | Rennwagen                | 1   | 2   | 3   | 4   | 5   | 6   | 7   | 8   | 9   |
| ------- | ----------------------------- | ------------------------ | --- | --- | --- | --- | --- | --- | --- | --- | --- |
| 2012    | Conquest Endurance OAK Racing | Morgan LMP2              | SEB | SPA | LEM | SIL | SAO | BAH | FUJ | SHA |     |
| 2012    | Conquest Endurance OAK Racing | Morgan LMP2              | 41  | 11  | 14  | 17  |     |     |     |     |     |
| 2013    | OAK Racing                    | Morgan LMP2              | SIL | SPA | LEM | SAO | AUS | FUJ | SHA | BAH |     |
| 2013    | OAK Racing                    | Morgan LMP2              | 8   | 9   | 8   | 11  | 10  | 7   | 6   | 4   |     |
| 2014    | Aston Martin Racing           | Aston Martin Vantage GTE | SIL | SPA | LEM | AUS | FUJ | SHA | BAH | SAO |     |
| 2014    | Aston Martin Racing           | Aston Martin Vantage GTE | 15  | 19  | 19  | 18  | 17  | 21  | 18  | 14  |     |
| 2015    | Extreme Speed Motorsports     | HPD ARX-03 Ligier JS P2  | SIL | SPA | LEM | NÜR | AUS | FUJ | SHA | BAH |     |
| 2015    | Extreme Speed Motorsports     | HPD ARX-03 Ligier JS P2  | DNF | 30  | 28  | 12  | 9   | 12  | DNF | 17  |     |
| 2016    | Proton Racing                 | Porsche 911 RSR          | SIL | SPA | LEM | NÜR | MEX | AUS | FUJ | SHA | BAH |
| 2016    | Proton Racing                 | Porsche 911 RSR          | 27  | 25  | 28  | 27  | 22  | 27  | 28  | 27  | 26  |
| 2017    | Rebellion Racing              | Oreca 07                 | SIL | SPA | LEM | NÜR | MEX | AUS | FUJ | SHA | BAH |
| 2017    | Rebellion Racing              | Oreca 07                 | 12  | 10  | DNF | 8   | 9   | 6   | DNF | 7   | 7   |
| 2018/19 | Chan Racing                   | Ligier JS P217           | SPA | LEM | SIL | FUJ | SHA | SEB | SPA | LEM |     |
| 2018/19 | Chan Racing                   | Ligier JS P217           |     | DNF |     |     |     |     | 13  | 7   |     |
| 2019/20 | Team Project 1                | Porsche 911 RSR          | SIL | FUJ | SHA | BAH | AUS | SPA | LEM | BAH |     |
| 2019/20 | Team Project 1                | Porsche 911 RSR          |     | 25  | 23  | 27  |     |     |     |     |     |
| 2022    | Inter Europol                 | Oreca 07                 | SEB | SPA | LEM | MON | FUJ | BAH |     |     |     |
| 2022    | Inter Europol                 | Oreca 07                 | 18  |     |     |     |     |     |     |     |     |
| 2023    | Jota                          | Oreca 07                 | SEB | POR | SPA | LEM | MON | FUJ | BAH |     |     |
| 2023    | Jota                          | Oreca 07                 | 12  | 17  | 18  | 24  | 11  | 16  | 14  |     |     |
| 2024    | Nielsen Racing                | Oreca 07                 | KAT | IMO | SPA | LEM | SAO | AUS | FUJ | BAH |     |
| 2024    | Nielsen Racing                | Oreca 07                 | 25  |     |     |     |     |     |     |     |     |
| 2025    | United Autosports             | Oreca 07                 | KAT | IMO | SPA | LEM | SAO | AUS | FUJ | BAH |     |
| 2025    | United Autosports             | Oreca 07                 | 24  |     |     |     |     |     |     |     |     |